# Sofja Wladimirowna Giazintowa
Sofja Wladimirowna Giazintowa (* 4. August 1895 in Moskau; † 12. April 1982 ebenda) war eine sowjetische Schauspielerin.

## Leben
Sofja Giazintowa wuchs in Moskau auf, wo sie auch zeitlebens wohnte.
Nach ihrem Schulabschluss absolvierte sie von 1914 bis 1918 ihre Schauspielausbildung am Tschechow-Kunsttheater Moskau. Am Theater wirkte sie im Laufe ihrer Karriere in zahlreichen Aufführungen mit, darunter auch in Theaterstücken von William Shakespeare, Anton Tschechow oder Alexander Ostrowski. Von 1938 bis 1957 und erneut von 1961 bis 1982 war sie als festes Ensemblemitglied am Lenkom-Theater engagiert. Sie trat als Schauspielerin vor der Kamera nur in einigen Spielfilmen auf und führte auch einmalig die Regie bei einem Film.
Für ihre Verdienste als Schauspielerin wurde sie jeweils zweimal mit dem Staatspreis der UdSSR und mit dem Leninorden ausgezeichnet.
Giazintowa war zweimal verheiratet und hatte keine Kinder. Sie starb am 12. April 1982 im Alter von 86 Jahren. Ihre Grabstätte befindet sich auf dem Nowodewitschi-Friedhof in Moskau.

## Filmografie (Auswahl)
- 1950: Der Fall von Berlin
- 1950: Beherrscher der Luft
- 1955: Sehnsucht
- 1957: Familie Uljanow